# Perizoma argentipuncta
Perizoma argentipuncta är en fjärilsart som beskrevs av Inoue 1982. Perizoma argentipuncta ingår i släktet Perizoma och familjen mätare. Inga underarter finns listade i Catalogue of Life.